# Kuno von Winnenburg-Reichelstein
Kuno von Winnenburg-Reichelstein (* im 16. Jahrhundert; † im 16. Jahrhundert) war Domherr in Münster.

## Leben
Kuno Freiherr von Winnenburg-Reichelstein entstammte dem kurtrierischen Adelsgeschlecht Winneburg und Beilstein. Er war der Sohn des Philipp von Winnenburg-Reichelstein und dessen Gemahlin Ursula von Rietberg. Am 16. August 1575 kam er nach dem Tode des Domherrn Kaspar Schencking in den Besitz einer münsterschen Dompräbende. Nach weniger als sieben Jahren Amtszeit verzichtete er auf die Pfründe. Sein Nachfolger wurde der Domherr Johann Asbeck Torck.